# Pellasimnia brunneiterma
Pellasimnia brunneiterma is een slakkensoort uit de familie van de Ovulidae. De wetenschappelijke naam van de soort is voor het eerst geldig gepubliceerd in 1969 door Cate.